# L'assassinio di rue Saint-Roch
L'assassinio di rue Saint-Roch è un racconto scritto da Alexandre Dumas (padre) e pubblicato per la prima volta a puntate su L'indipendente di Napoli, allora diretto da Dumas stesso, tra il 28 dicembre 1860 e l'8 gennaio 1861.

## Trama
Il racconto inizia con una breve riflessione dell'autore sulla criminalità a Napoli con accenni al crimine organizzato. Ma l'attenzione è subito portata alla prefettura parigina di cui il narratore cita alcuni degli esponenti principali, confrontando i loro metodi investigativi e lodando in particolare quello basato sulle facoltà analitiche. Viene quindi presentata la figura dell'investigatore protagonista del racconto, Edgar Poe.
Una notte Madame L'Espanaye e Mademoiselle Camille L'Espanaye vengono ritrovate morte nella loro abitazione al numero 7 di rue Saint-Roch. I loro corpi martoriati e l'appartamento distrutto indicano un crimine caratterizzato da una forza disumana. La polizia brancola nel buio, trovandosi di fronte ad una scena del crimine inusuale, priva di punti di accesso da cui l'assassino sarebbe potuto entrare e, soprattutto, fuggire. Viene interrogato tutto il vicinato, ma senza arrivare a nessuna conclusione e anche l'opinione del medico legale, Paolo Dupin, non si rivela di alcun aiuto. Edgar Poe, un americano in visita a Parigi dotato di grande intelligenza, decide di recarsi sul luogo del delitto insieme ad un amico (narratore della storia) per fare luce sulla faccenda. Tutti gli indizi raccolti dall'investigatore sono illuminanti su molti aspetti, ma il crimine sembra essere stato commesso da un individuo dotato di una forza e un'agilità disumane.
Sarà Poe, con la meraviglia dell'amico e il disappunto del prefetto, a spiegare in dettaglio il delitto, commesso da un orango del Borneo, scappato da un marinaio. 

## Lingua originale
Siamo certi che questo testo, firmato da Alexandre Dumas, anche se pubblicato in italiano, non sia apocrifo. Lo scrittore era infatti solito scrivere (o concepire nella sua mente) articoli e racconti in francese per poi dettarli ai suoi redattori, che li traducevano, spesso in modo grossolano, e pubblicavano su L'Indipendente. Il traduttore de L'assassinio di rue Saint-Roch non è noto, ma si ritiene improbabile che, tra i numerosi redattori del periodico, sia stato Eugenio Torelli, il più preparato in francese, ad occuparsi del racconto, in quanto la traduzione contiene troppi errori e calchi dal francese.

## Edizioni
L'assassinio di Rue Saint-Roch fu pubblicato per la prima volta a puntate tra il 28 Dicembre 1860 e l'8 Gennaio 1861 su L'indipendente, un periodico fondato Napoli dallo stesso Dumas. È stato ripubblicato solo recentemente dopo essere stato riportato alla luce da Ugo Cundari, curatore della nuova edizione.
- Alexandre Dumas, L'assassinio di rue Saint-Roch, Milano, Baldini Castoldi Dalai editore, 2012, ISBN 978-88-6620-986-7.
- Alexandre Dumas, L'assassinio di rue Saint-Roch, Milano, Baldini&Castoldi, 2015, ISBN 978-88-6852-194-3.

## Disputa
Dopo la ristampa del 2012 a cura di Ugo Cundari, fra i critici si è aperta una disputa riguardo alla paternità del primo racconto giallo, contesa tra Edgar Allan Poe e Alexandre Dumas.